# Accademia di Francia a Roma

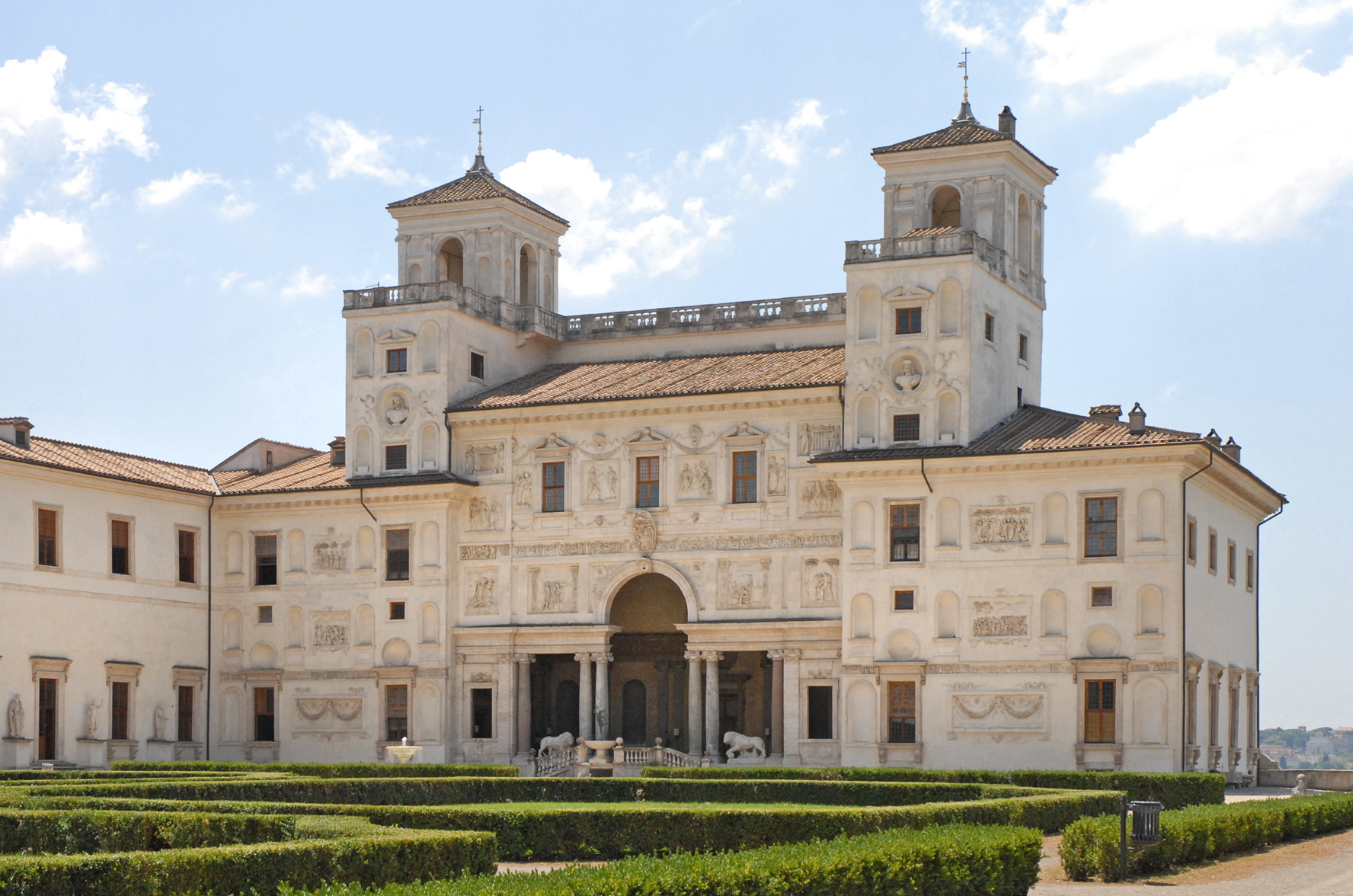
Villa Medici, sede dell'Accademia di Francia a Roma.

L'Accademia di Francia a Roma (in francese Académie de France à Rome) è un'istituzione governativa francese che si trova a Roma.
Fu fondata nel 1666 con il proposito di accogliervi, per un periodo da uno a cinque anni, giovani artisti francesi affinché essi potessero sviluppare i propri progetti creativi.
Originariamente ospitata in un edificio sul Gianicolo, dal 1803 ha sede a Villa Medici, nei pressi di Trinità dei Monti, e dipende dal Ministero della cultura francese.

## Storia

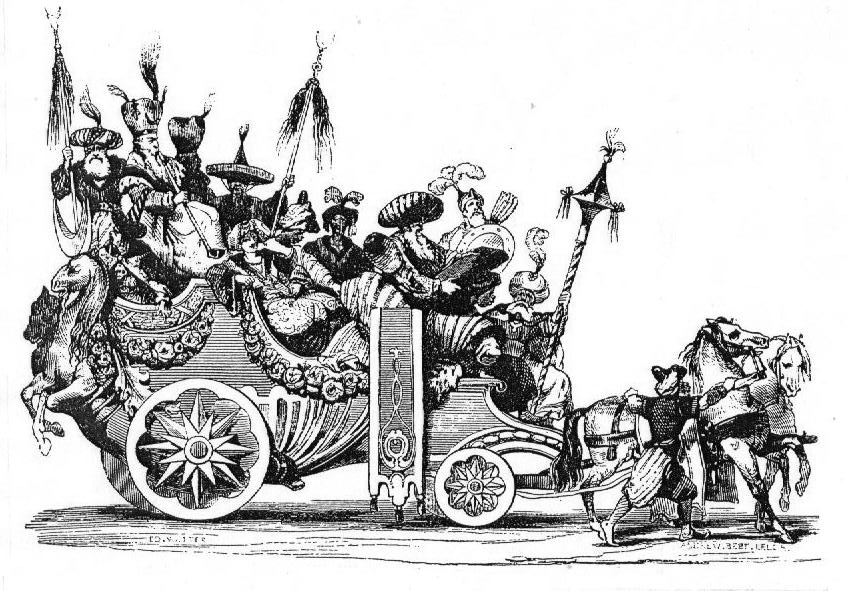
Il carro degli artisti dell'Académie al Carnevale di Roma del 1748

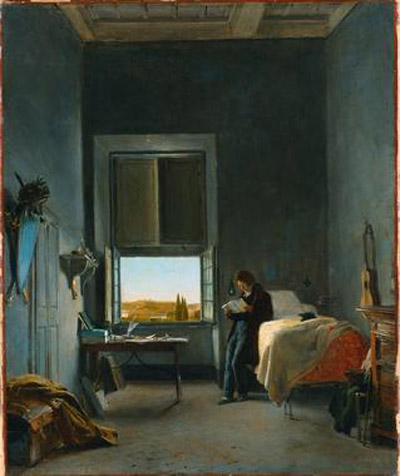
Il pensionnaire Léon Cogniet nel suo studio a Villa Medici

Fondata nel 1666 da Colbert, l'Académie de France à Rome è stata creata per accogliere i vincitori del Prix de Rome e gli artisti protetti dai grandi nobili francesi, che potevano completare la loro formazione a contatto con Roma e l'Italia. All'epoca, i loro soggiorni duravano da tre a cinque anni, secondo le discipline.
L'Accademia di Francia a Roma ebbe sede prima sul Gianicolo e poi a Palazzo Mancini, in Via del Corso, fino al 1799, quando la sede venne occupata e gli arredi dispersi. Nel 1803 Napoleone trasferì l'Accademia a Villa Medici, con l'intenzione di salvaguardare un'istituzione già minacciata dalla rivoluzione, permettendo ai giovani artisti di continuare a scoprire e conoscere i capolavori dell'antichità e del Rinascimento e di trarne ispirazione per i loro "envois de Rome", i saggi annuali che, inviati e giudicati a Parigi, costituivano esercizi obbligatori per tutti i pensionnaires.
Dopo una prima interruzione del concorso durante la prima guerra mondiale, Mussolini confiscò la villa nel 1941. L'Accademia di Francia si spostò allora, fino al 1941, prima a Nizza poi a Fontainebleau. Concorso e Prix de Rome furono soppressi nel 1968 da André Malraux (che del resto aveva già cercato di sopprimere il premio nel 1962); l'ultimo Grand prix di architettura fu assegnato nel 1967, giacché gli eventi del 1968 ne impedirono lo svolgimento. L'Académie des beaux-arts di Parigi e l'Institut de France persero così la tutela di Villa Medici a favore del Ministero della Cultura e dello Stato. Da allora, i pensionnaires non provengono più soltanto dalle discipline tradizionali (pittura, scultura, architettura, incisione su medaglie o gemme, composizione musicale, ma anche da campi artistici fino ad allora trascurati o semplicemente nuovi: letteratura, scenografia, fotografia, cinema, storia dell'arte, restauro). Tra i borsisti dell'Accademia di Francia a Roma figurano Jean-Auguste-Dominique Ingres, Jean-Baptiste Carpeaux, Charles Garnier, Claude Debussy, Georges Bizet, François Bon e, più recentemente, Yan Pei-Ming, Pascal Dusapin, Laurent Grasso, Valérie Mréjen, Marie NDiaye, Xavier Beauvois e numerosi artisti e storici dell'arte riconosciuti a livello internazionale.

## Attività odierna
Oggi l'Accademia di Francia a Roma, sotto la tutela del Ministero della Cultura e della Comunicazione francese, è aperta ad artisti e ricercatori di tutte le nazionalità, di età compresa tra i 20 e i 45 anni, che parlino francese. I borsisti sono scelti, attraverso un concorso, da una giuria indipendente per soggiorni da dodici a diciotto mesi. Grazie a una riforma del 2013, sono possibili altre tipologie di residenza (selezione accademica e un programma per ospiti in residenza), con obiettivi e durate differenti.
Da diversi anni l'Accademia di Francia a Roma è aperta al pubblico, attraverso le visite guidate a Villa Medici e una ricca programmazione culturale.

## I direttori

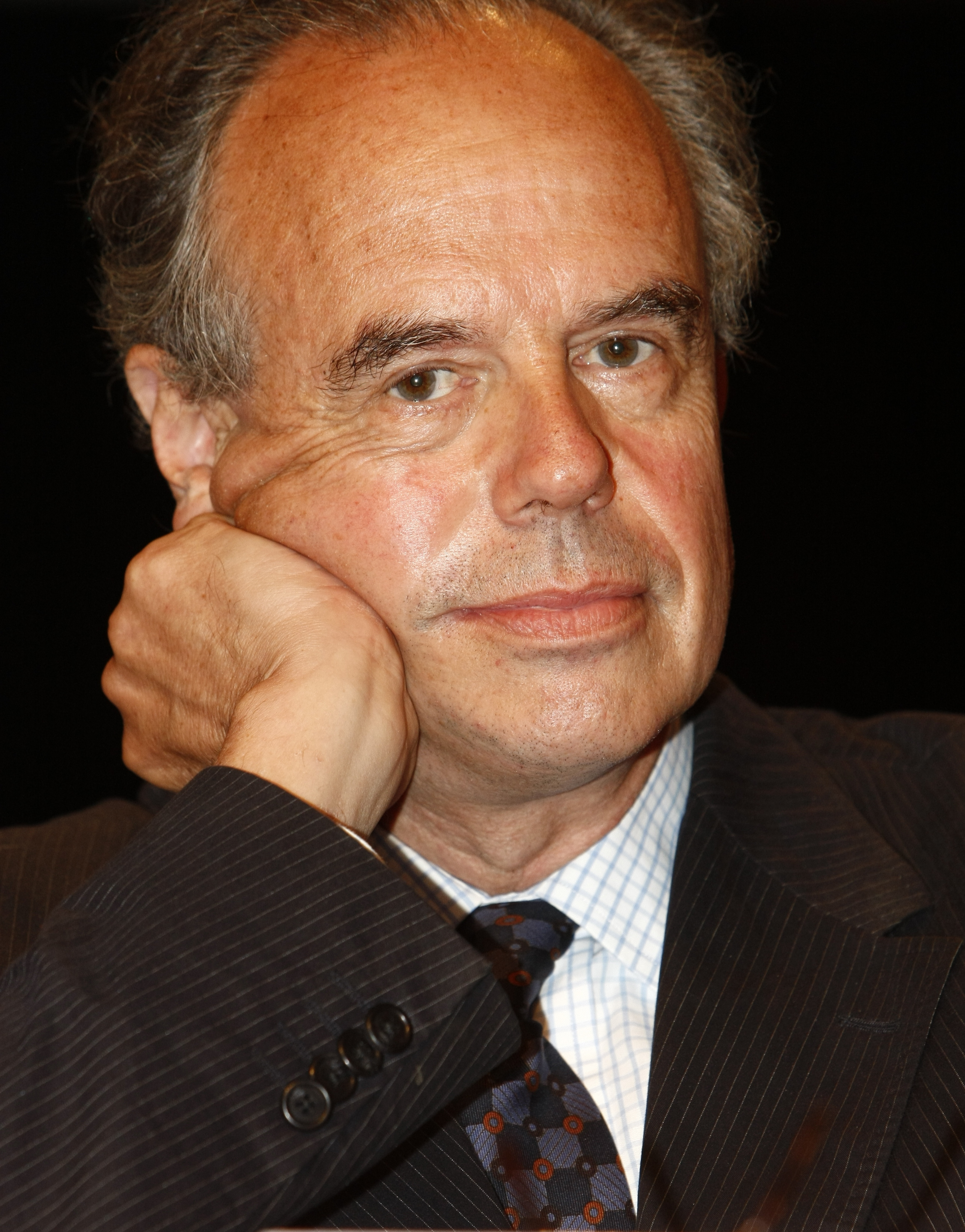
Frédéric Mitterrand direttore dal 2008 al 2009.

L'Accademia di Francia a Roma è stata diretta da:
- 1666-1672: Charles Errard
- 1673-1675: Noël Coypel
- 1675-1684: Charles Errard
- 1684-1699: Matthieu de La Teullière
- 1699-1704: René-Antoine Houasse
- 1704-1725: Charles-François Poerson
- 1725-1737: Nicolas Vleughels
- 1737-1738: Pierre de L'Estache
- 1738-1751: Jean-François de Troy
- 1751-1775: Charles-Joseph Natoire
- 1775: Noël Hallé
- 1775-1781: Joseph-Marie Vien
- 1781-1787: Louis Jean François Lagrenée
- 1787-1792: François-Guillaume Ménageot
- 1792-1807: Joseph-Benoît Suvée
- 1807: Pierre-Adrien Pâris
- 1807-1816: Guillaume Guillon Lethière
- 1816-1823: Charles Thévenin
- 1823-1828: Pierre-Narcisse Guérin
- 1829-1834: Horace Vernet
- 1835-1840: Jean-Auguste-Dominique Ingres
- 1841-1846: Jean-Victor Schnetz
- 1847-1852: Jean Alaux
- 1853-1866: Jean-Victor Schnetz
- 1866-1867: Joseph-Nicolas Robert-Fleury
- 1867-1873: Ernest Hébert
- 1873-1878: Jules Eugène Lenepveu
- 1879-1884: Louis-Nicolas Cabat
- 1885-1890: Ernest Hébert
- 1891-1904: Jean-Baptiste-Claude-Eugène Guillaume
- 1905-1913: Charles-Emile-Auguste Durand, detto Carolus-Duran
- 1913-1921: Albert Besnard
- 1921-1933: Denys Puech
- 1933-1937: Paul-Maximilien Landowski
- 1937-1960: Jacques Ibert
- 1961-1977: Comte Balthazar Klossowski de Rola, detto Balthus
- 1977-1984: Jean Leymarie
- 1985-1994: Jean-Marie Drot
- 1994-1997: Pierre-Jean Angremy, alias Pierre-Jean Rémy
- 1997-2002: Bruno Racine
- 2002-2008: Richard Peduzzi
- 2008-2009: Frédéric Mitterrand
- 2009-2015: Éric de Chassey
- 2015-2018: Muriel Mayette-Holtz
- 2018-2020: Stéphane Gaillard (ad interim)
- da 2020: Sam Stourdzé